# روثينوسين
الروثينوسين هو مركب عضوي للروثينيوم له الصيغة C5H5)2Ru) ويكون على شكل مسحوق بلوري أصفر شاحب اللون. يصنّف المركب ضمن المركبات الشطيرية تحت فئة الميتالوسينات. يتألف الروثينوسين من حلقتي بنتاديينيل تحصران بينهما ذرة روثينيوم بشكل شطيري ومتناظر ومشابه لبنية الفِرّوسين.

## الخصائص
- لا ينحل الروثينوسين في الماء، لكنه ينحل في أغلب المذيبات العضوية.
- يتأكسد الروثينوسين غالباً بواسطة انتقال لإلكترونين اثنين.[4] إلا انه في حالة استخدام أنيونات ضعيفة التساند ككهرل في وسط التفاعل فإن تفاعل الأكسدة يتم بانتقال إلكترون واحد.[5]

## التحضير
حضّر الروثينوسين لأول مرة عام 1952 من قبل جوفري ولكنسون، الحائز على جائزة نوبل للكيمياء وذلك لجهوده في الكشف عن بنية الفروسين.
يحضّر الروثينوسين من تفاعل أسيتيل أسيتونات الروثينيوم الثلاثي مع فائض من بروميد حلقي بنتادينيل المغنسيوم.
Ru(acac)3  +  3 C5H5MgBr  →   Ru(C5H5)2  +  3 "acacMgBr"  +  "C5H5"
يمكن أن يحضر الروثينوسين أيضاً من تفاعل حلقي بنتادينيد الصوديوم مع ثنائي كلوريد الروثينيوم، والذي يحضّر من تفاعل فلز الروثينيوم مع ثلاثي كلوريد الروثينيوم في وسط التفاعل.

## الاستخدامات
- وجد أن الروثينوسين يمكن أن يستخدم كمثبّط ضوئي لتفاعلات البلمرة.[5]